# Polymixis rhododactyla
Polymixis rhododactyla är en fjärilsart som beskrevs av Hans Zerny 1934. Polymixis rhododactyla ingår i släktet Polymixis och familjen nattflyn. Inga underarter finns listade i Catalogue of Life.